# Parco nazionale di Gambela
Il parco nazionale di Gambela è un parco nazionale situato nella regione di Gambela, nel bassopiano occidentale dell'Etiopia, al confine con il Sudan del Sud. Ricopre una superficie di 5061 km² ed è stato originariamente istituito per proteggere una vasta zona paludosa con la sua fauna, che non si trova in altre zone dell'Etiopia. Pertanto, oltre alle savane tipiche di questo Paese, comprende anche pianure alluvionali, foreste a galleria e fiumi che scorrono placidamente attraverso ampie vallate popolate dai popoli Nuer e Anuak.

## Fauna
Tra i mammiferi più frequenti del parco figurano l'elefante, il bufalo cafro, la giraffa, il damalisco, il cobo, la zebra comune, il kob dalle orecchie bianche, l'antilope roana, il lichi del Nilo e il facocero. Nei fiumi si trovano ippopotami e coccodrilli del Nilo.
Inoltre, nel parco sono state censite più di 300 specie di uccelli, tra cui molte considerate rare o minacciate, come il becco a scarpa, il gruccione golarossa, il beccamoschino corona rossa, la cisticola volpina, il cannareccione di Bassora, l'eremomela dorsoverde, il pigliamosche di Gambaga, il tessitore passerino capocastano, la passera lagia minore, la pitilia alirosse, l'amaranto mascherato, l'astrilda becco di corallo e la vedova paradisea codalunga. Data la sua importanza per l'avifauna, il parco è stato classificato come Important Bird Area.

## Minacce
Anche se la regione è stata dichiarata area protetta già nel 1973, non sono state svolte azioni efficaci per far attuare le misure di protezione adatte. Ne è testimonianza il fatto che la zona è circondata da piantagioni di cotone e da campi profughi che accolgono le popolazioni del Sudan del Sud in fuga dalla guerra civile. Il parco nazionale, la più grande area protetta del Paese, è minacciato anche dalla costruzione di nuovi insediamenti, dalla caccia agli animali selvatici e dalla pratica del debbio attuata dalle popolazioni nilotiche per creare nuovi campi e pascoli; gli stessi fattori minacciano anche il vicino parco nazionale di Boma, nel Sudan del Sud.